# Euhesma tuberculipes
Euhesma tuberculipes är en biart som först beskrevs av Michener 1965.  Euhesma tuberculipes ingår i släktet Euhesma och familjen korttungebin. Inga underarter finns listade i Catalogue of Life.